# Temat-cheret
Temat-cheret ist die Bezeichnung eines altägyptischen Dekans, der vier Dekan-Sterne umfasste und zum altägyptischen Sternbild Matte gehörte.

## Hintergrund

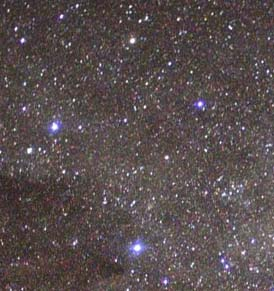
Kreuz des Südens

Das auffälligste Himmelsobjekt ist hierbei der untere Hauptstern Acrux vom Sternbild Kreuz des Südens. 
In den Dekanlisten der Sethos-Schrift war dieser Dekan gemeinsam mit Temat-heret zu dem Gesamtdekan Temat-heret-cheret am Leib der Nut als fünfter Dekan zusammengefasst.